# Lew Ayres
Lew Ayres, all'anagrafe Lewis Frederick Ayre III (Minneapolis, 28 dicembre 1908 – Los Angeles, 30 dicembre 1996), è stato un attore e regista statunitense, noto al grande pubblico per le sue interpretazioni nella serie di film con protagonista il Dottor Kildare.

## Biografia
Nato in Minnesota, Ayres si trasferì nel 1926 a San Diego (California). Intenzionato a diventare attore, si fece scritturare per alcune brevi apparizioni in diversi film. Nel frattempo suonava diversi strumenti nei locali notturni. Dopo essere stato scoperto da un talent manager in un night club californiano, Ayres ebbe la grande occasione di recitare al fianco della mitica Greta Garbo nella pellicola Il bacio (1929). L'anno successivo ottenne il ruolo di protagonista nel celebre All'ovest niente di nuovo (1930) di Lewis Milestone, film che lo consacrò definitivamente come una star. Nel 1938 recitò nella pellicola Il giovane Dr. Kildare, diventando un idolo del genere sentimentale e partecipando a una lunga serie di film dedicati a questo personaggio e prodotti negli anni successivi.
Rispecchiando i suoi ruoli antimilitaristi e dediti a salvare vite altrui, Ayres fu un convinto pacifista e cercò di arruolarsi nella Croce Rossa durante il secondo conflitto mondiale. Non avendo ricevuto il permesso dalle autorità militari, si dichiarò obiettore di coscienza e venne assegnato al Civilian Public Service (CPS). In seguito le autorità militari, preoccupate del discredito che il loro atteggiamento nei confronti di una stella così celebre potesse intaccare l'immagine dell'esercito americano, permisero ad Ayres di servire come paramedico in Nuova Guinea e nella zona di guerra del Pacifico.
Nel 1948 l'attore tornò al cinema e venne candidato all'Oscar come miglior attore protagonista per la sua interpretazione in Johnny Belinda (1948), ma la sua carriera dopo la guerra aveva ormai imboccato la parabola discendente. Nel 1976 Ayres produsse il film documentario Altars of the World, che gli permise di portare sullo schermo le sue credenze religiose legate alla spiritualità orientale, suscitando un enorme interesse da parte del pubblico. Recitò inoltre il ruolo di un politico pacifista nella pellicola Battaglie nella galassia (1978). Nell'ultimo periodo della sua carriera partecipò a diverse serie televisive, tra le quali Mary Tyler Moore Show (1977), nella parte del padre del personaggio interpretato da Gavin MacLeod, e in un episodio di Colombo e La casa nella prateria.

## Vita privata
Ayres fu sposato tre volte, dal 1931 al 1933 con l'attrice Lola Lane, dal 1934 al 1940 con l'attrice Ginger Rogers e dal 1964 con Diana Hall, fino alla sua morte ad 88 anni.

## Filmografia parziale

### Attore

#### Cinema

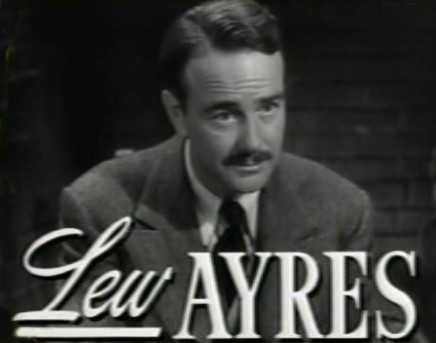
Lew Ayres in Johnny Belinda

- Il bacio (The Kiss), regia di Jacques Feyder (1929)
- Il bandito e la signorina (The Great Divide), regia di Reginald Barker (1929)
- The Doorway to Hell, regia di Archie Mayo (1930)
- L'appello dell'innocente (East is West), regia di Monta Bell (1930)
- All'ovest niente di nuovo (All Quiet on the Western Front), regia di Lewis Milestone (1930)
- Tu che mi accusi (Common Clay), regia di Victor Fleming (1930)
- Up for Murder, regia di Monta Bell (1931)
- The Impatient Maiden, regia di James Whale (1932)
- La scomparsa di miss Drake (Okay America!), regia di Tay Garnett (1932)
- Montagne russe (State Fair), regia di Henry King (1933)
- Le otto virtù di Lulù (My Weakness), regia di David Butler (1933)
- Chiaro di luna (Servants' Entrance), regia di Frank Lloyd e Walt Disney (1934)
- I fucilieri di marina sbarcano (The Leathernecks Have Landed), regia di Howard Bretherton (1936)
- Incantesimo (Holiday), regia di George Cukor (1938)
- Il giovane Dr. Kildare (Young Dr. Kildare), regia di Harold S. Bucquet (1938)
- Il segreto del Dottor Kildare (Secret of Dr. Kildare), regia di Harold S. Bucquet (1939)
- Una donna dimenticata (Remember?), regia di Norman Z. McLeod (1939)
- La difficile prova del Dottor Kildare (Calling dr. Kildare), regia di Harold S. Bucquet (1939)
- Broadway Serenade, regia di Robert Z. Leonard (1939)
- Follie sul ghiaccio (The Ice Follies of 1939), regia di Reinhold Schünzel (1939)
- Il dottor Kildare torna a casa (Dr. Kildare Goes Home), regia di Harold S. Bucquet (1940)
- Il dottor Kildare sotto accusa (Dr. Kildare's Crisis), regia di Harold S. Bucquet (1940)
- Lo strano caso del Dottor Kildare (Doctor Kildar's Strange Case), regia di Harold S. Bucquet (1940)
- La vittoria del Dottor Kildare (Dr. Kildare's Victory), regia di W. S. Van Dyke (1941)
- Il dottor Kildare si sposa (Dr. Kildare's Wedding Day), regia di Harold S. Bucquet (1941)
- Follia scatenata (Fingers at the Window), regia di Charles Lederer (1942)
- Lo specchio scuro (The dark mirror), regia di Robert Siodmak (1946)
- Le donne erano sole (The Unfaithful), regia di Vincent Sherman (1947)
- Johnny Belinda, regia di Jean Negulesco (1948)
- All'alba giunse la donna (The Capture), regia di John Sturges (1950)
- La roccia di fuoco (New Mexico), regia di Irving Reis (1952)
- Il cervello di Donovan (Donovan's Brain), regia di Felix E. Feist (1953)
- Tempesta su Washington (Advise & Consent), regia di Otto Preminger (1962)
- L'uomo che non sapeva amare (The Carpetbaggers), regia di Edward Dmytryk (1964)
- Perdipiù il segugio fannullone (The Biscuit Eater), regia di Vincent McEveety (1972)
- Anno 2670 - Ultimo atto (Battle for the Planet of the Apes), regia di J. Lee Thompson (1973)
- La maledizione di Damien (Damien: Omen II), regia di Don Taylor (1978)
- Don Camillo, regia di Terence Hill (1983)

#### Televisione
- Screen Directors Playhouse – serie TV, episodio 1x20 (1956)
- Climax! – serie TV, episodio 4x20 (1958)
- Pursuit – serie TV, episodio 1x10 (1958)
- Westinghouse Desilu Playhouse – serie TV, episodio 1x02 (1958)
- June Allyson Show (The DuPont Show with June Allyson) – serie TV, episodio 2x10 (1960)
- Bus Stop – serie TV, episodio 1x21 (1962)
- Ben Casey – serie TV, episodio 3x32 (1964)
- Le spie (I Spy) – serie TV, episodio 1x15 (1966)
- ABC Stage 67 – serie TV, episodio 1x08 (1966)
- Gunsmoke – serie TV, episodio 13x03 (1967)
- La grande vallata (The Big Valley) – serie TV, episodio 4x03 (1968)
- Io e i miei tre figli (My Three Sons) – serie TV, episodio 10x23 (1970)
- Il virginiano (The Virginian) – serie TV, episodio 9x09 (1970)
- Un uomo in prestito (The Man), regia di Joseph Sargent – film TV (1972)
- Le strade di San Francisco (The Streets of San Francisco) – serie TV, episodio 1x21 (1973)
- Colombo (Columbo) – serie TV, episodio 3x06 (1974)
- I grandi eroi della Bibbia (Greatest Heroes of the Bible) – miniserie TV, 2 puntate (1978)
- Le notti di Salem (Salem's Lot) – miniserie TV (1979)
- Una lettera di Frank (Letters from Frank), regia di Edward Parone – film TV (1979)
- La casa nella prateria (Little House on the Prairie) – serie TV, episodio 9x03 (1982)
- Autostop per il cielo (Highway to Heaven) – serie TV, episodi 1x23-2x22-5x08 (1985-1989)

### Regista
- Hearts in Bondage (1936)
- Altars of the East (1955)
- Altars of the World (1976)

## Doppiatori italiani
Nelle versioni in italiano delle opere in cui ha recitato, Lew Ayres è stato doppiato da:
- Gianfranco Bellini in All'ovest niente di nuovo, Don Camillo
- Giulio Panicali in Lo specchio scuro
- Augusto Marcacci in Johnny Belinda
- Bruno Persa in L'uomo che non sapeva amare
- Mario Feliciani in La maledizione di Damien
- Francesco Di Federico in Le notti di Salem
- Mario Milita in La casa nella prateria
- Pino Ferrara in Le notti di Salem (ridoppiaggio)

## Riconoscimenti
Premi Oscar 1949 – Candidatura all'Oscar al miglior attore per Johnny Belinda